# Miloš Smetana
Miloš Smetana (1. března 1932 Kroměříž – 20. září 2009 Praha) byl český scenárista a dramaturg.
Dětství a mládí prožil v Kroměříži, školní docházku ukončil maturitou na místním gymnáziu v roce 1951, kde byl jeho spolužákem trumpetista Jaromír Hnilička. Byl autorem několika desítek rozhlasových a televizních her. Spolupracoval s řadou scenáristů např. Jaroslavem Dietlem, Zdeňkem Svěrákem,
Zdeňkem Mahlerem aj. Dále napsal řadu knih, článků a recenzí. Byl také redaktorem Divadelních novin.

## Filmografie

### Scenárista
- 1973 – Tichý svědek (TV inscenace)
- 1975 – Tribun lidu (TV inscenace)
- 1976 – Tady bude město (TV film)
- 1976 – Klec pro dva slavíky (TV inscenace)
- 1978 – Zákony pohybu (seriál)
- 1988 – Bronzová spirála (seriál)
- 1990 – Jak chytit krokodýla (TV inscenace)

### Dramaturgie
- 1965 – Zveme vás do divadla (TV cyklus)
- 1973 – Duhový luk (seriál)
- 1975 – Recepty doktora Kudrny (TV film)
- 1975 – Nejmladší z rodu Hamrů (seriál)
- 1975 – Když Praha povstala (TV inscenace)
- 1994 – Zapomenuté tváře (TV film)
- 1996 – Život na zámku (seriál)
- 1997 – Silvestr s dědou (TV hra)
- 2001 – Šípková Růženka (seriál)
- 2007 – Příkopy (seriál)

## Knihy
- Pečeť lásky (1987)
- Dvě kariéry Jana Třísky (1991)
- Televizní seriál a jeho paradoxy (2000)
- Principálka (2000)
- Sokyně (2001)
- Hlavní role (2002)
- Vrah má čisté ruce (2002)
- Zákeřná vichřice (2005)
- Ředitel zeměkoule (2005)
- Vraždy v zákulisí (2007)
- Zakázaná láska (2008), o životě Zdeňky Havlíčkové, dcery Karla Havlíčka Borovského